# Paectes maricia
Paectes maricia là một loài bướm đêm trong họ Noctuidae.